# Notte d'Arabia
Notte d'Arabia (Two Arabian Knights) è un film muto del 1927 diretto da Lewis Milestone.
La sceneggiatura si basa su Two Arabian Knights, un racconto breve di Donald McGibney pubblicato dal marzo al maggio 1924 su McClure's Magazine.

## Trama
Il soldato Phelps e il sergente McGaffney, americani, eterni rivali, durante la prima guerra mondiale vengono tutti e due catturati dai tedeschi che li tengono prigionieri. Dopo svariati tentativi di fuga, riescono a scappare travestendosi da arabi, con tuniche bianche. Imbarcati rocambolescamente su un piroscafo alla volta dell’Arabia, i due e il capitano della nave si trovano a corteggiare la stessa ragazza, l'araba Mirza.
Mirza, tra i tre, sceglie Phelps. Il padre di Mizra, un governatore provinciale arabo, vuole che lei si unisca in matrimonio a Shevket, da lui designato come sposo senza il consenso della ragazza, e si ritiene disonorato dal fatto che la giovane si sia mostrata all'americano senza velo sul volto. Dà ordine quindi che si catturino i due americani, ora divenuti amici, con l’intento di ucciderli. In seguito a una serie di combattimenti e di fughe, e a un duello “truccato” con Shevket, i due amici riescono a sfuggire ai nemici insieme a Mirza.

## Riprese
Il film venne girato in California, nelle San Bernardino Mountains.

## Distribuzione
Il copyright del film, richiesto dalla The Caddo Co., Inc., fu registrato il 14 settembre 1927 con il numero LP24407.
Distribuito dall'United Artists, uscì nelle sale cinematografiche USA il 23 settembre 1927. A New York, fu presentato il 22 ottobre 1927. Nel 1927, il film uscì anche in Germania e in Giappone. In Finlandia, fu distribuito il 7 maggio 1928 con il titolo Tuhat ja yksi kujetta e in Portogallo il 15 ottobre 1929 (Dois Cavaleiros Árabes).

## Riconoscimenti
- Premi Oscar 1929
  - Oscar al miglior regista